# Tkaní

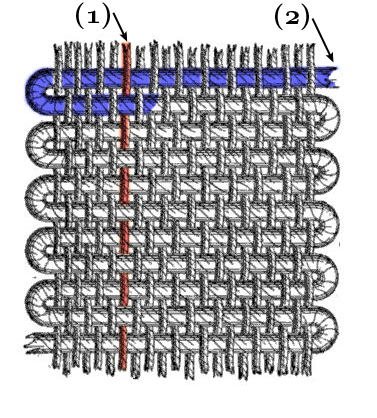
Osnova (1), útek (2)

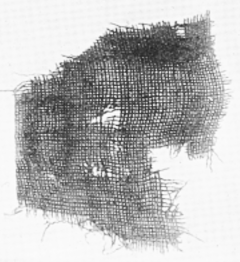
Fragment lněné tkaniny starší než 5 tisíc let (z území dnešního Švýcarska)

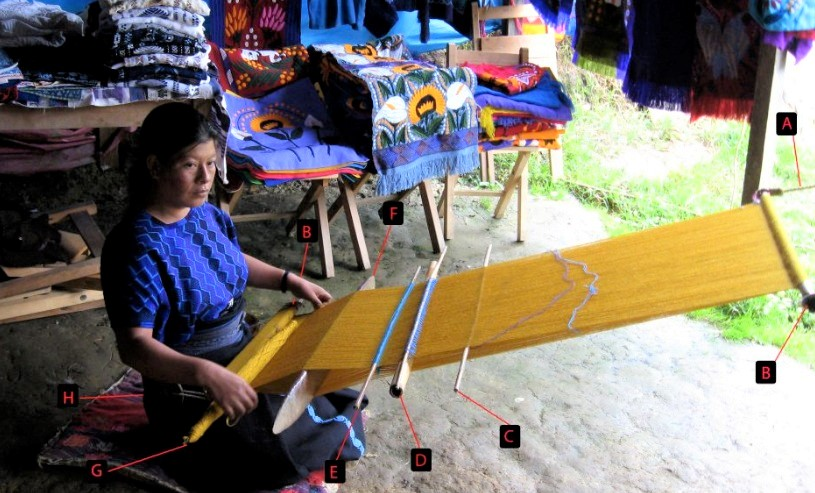
Práce na zádovém tklacovském stavu

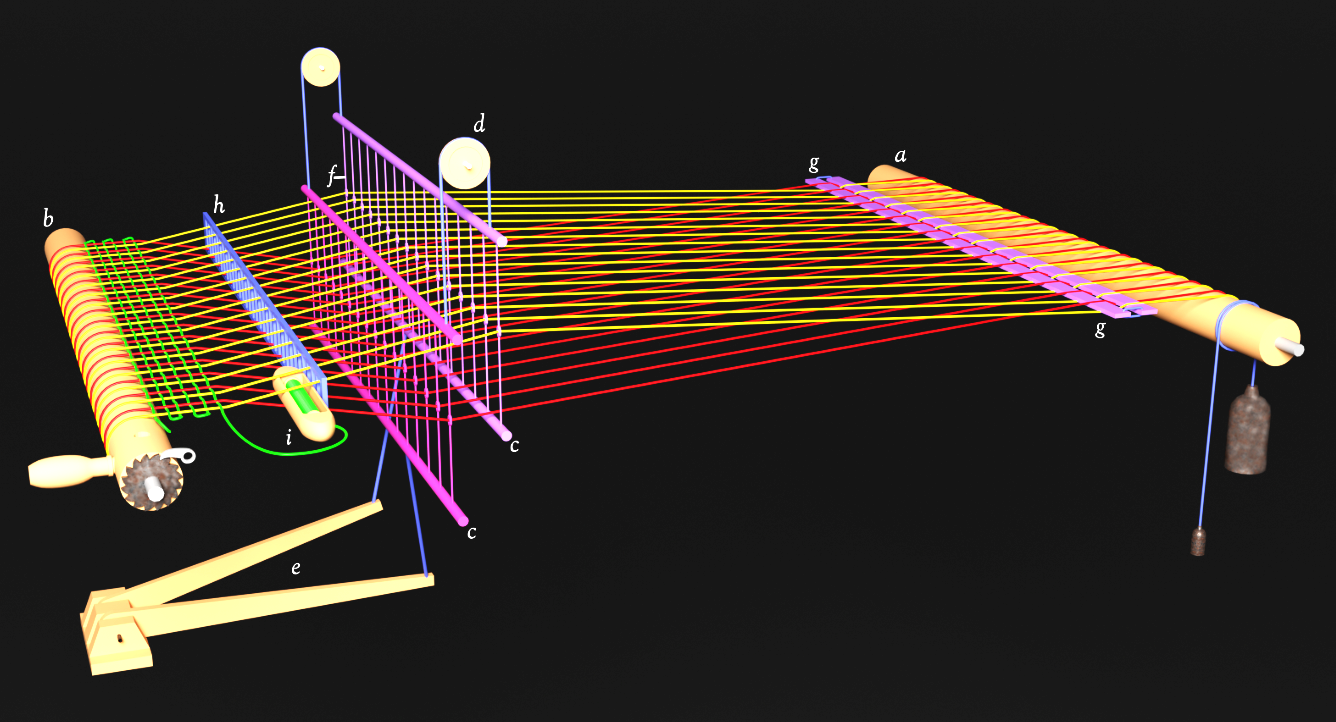
Schéma pracovních orgánů tkacího stroje

Tkaní je technologický postup výroby textilních látek (tkanin), spočívající v opakovaném provazování (křížení) dvou navzájem kolmých soustav nití (vláken). Podélná soustava se nazývá osnova, příčná útek, který pokaždé prochází celou šířkou tkaniny.
Tkaní se obvykle provádí na tkalcovském stavu (nebo stroji), ke zhotovení tkaniny se však používaly zejména v minulosti i jiné („předtkalcovské“) nástroje.
Materiálem ke tkaní jsou příze z přírodních nebo umělých materiálů a také dráty z  různých kovů.

## Stručná historie tkaní
Nejstarší dosud nalezená tkanina pochází z období před 27 000 lety. V 90. letech 20. století identifikoval americký archeolog Adovasi při vykopávkách ve Věstonicích nález v hrudce vypalované hlíny jako obtisk tkaniny pocházející z této doby.  (Za nejstarší textilní materiál na světě jsou považována 36 000 let stará obarvená rostlinná textilní vlákna objevená archeology v Gruzínsku).
Asi 7000 let stáří vykazuje lněná tkanina pocházející z Egypta, před cca 5000 lety se začaly výbět bavlněné tkaniny v Indii. 
Rám na tkaní s vertikálně uloženou  osnovou napínanou závažím byl známý v antickém Řecku asi před 3500 lety, tkaní v horizontální poloze se začalo používat cca 200 let před n.l. V roce 1785 sestrojil Angličan Edmund Cartwright mechanický stav (se zanášením útku s pomocí člunku) – tkací stroj, ke kterému Francouz Jacquard vynalezl zařízení umožňující téměř neomezené vzorování výrobků. Asi  od poloviny 20. století se začaly používat stroje s různými systémy zanášení útku (náhrada člunku), se kterými se dosahuje asi desítinásobná rychlost tkaní oproti člunkovým strojům.

## Tkací techniky

### Tkaní bez tkalcovského stavu
Jsou to většinou staré techniky tkaní s pomocí jednoduchých nástrojů. Používaly se v minulosti ke komerční a v 21. století k amatérské výrobě pásů, popruhů, tkaniček a pod. Patří k nim zejména: 
- Destičkové tkaní
- Tkaní na formě

Princip: Dřevěná forma ve tvaru požadovaného výrobku (rukavice, čepice a pod.), na horním a spodním obvodu jsou drážky nebo kolíčky. Mezi obě řady se navlékne osnova, kterou se provlékají a navzájem provazují dva útky. Na obvodu formy se tvoří rubní strana vyáběného předmětu, jako útek se používa nejčastěji vlněná příze. Tkaní na formě se často používalo na území západních Slovanů, použítí na Slovensku dokazují archeologické nálezy 8.-10. století.
- Tkaní na rámu

Na dřevěném rámu ve tvaru obdélníku je na dvou protilehlých plaňkách s řadou hřebíků (0,5-1 cm od sebe). Na hřebíky se napne osnova, kterou se provléká útek (podobně jako při tkaní na formě). Návod k použití této techninik\ se nabízí na internetu v různých kurzech.

### Tkaní na tkalcovském stavu a tkacím stroji
Průběh tkaní je schematicky znázorněn na nákresu vpravo:  Osnova (a) prochází činkami (g) do  nitěnek (f). Nitěnky jsou upevněny na  listech (c), soubor listů tvoří  brdo ovládané vačkami a pákami (e). Při každé otáčce stroje se pohybují listy tak, že se z osnovních nití vytvoří prošlup, kterým zanášeč (i) protahuje  útkovou nit.  Paprsek (h)  přiráží potom  útek k hotové tkanině, která se navinuje na zbožový vál (b).
Na tomto základním principu, s modifikacemi některých pracovních orgánů v závislosti na použití a aktuální konstrukci, probíhá tkaní 
- na jednoduchých stavech  -  zádovém,  podnožkovém,  gobelínovéý stavu
- na bezčlunkových strojích -  jehlový, skřipcový,  hydraulický,  pneumatický stroj
- na speciálních strojích - (stuhařský, kruhový, víceprošlupní tkací stroj)

## Tkaní jako lidská pracovní činnost
V 21. století je tkaní celosvětově řemeslem nebo povoláním pro téměř 10 milionů lidí. Podrobnější údaje k tomuto tématu obsahuje článek Tkadlec.